# Pinchas Goldstein
Pinchas Goldstein (hebrejsky: פנחס גולדשטיין) byl izraelský politik a poslanec Knesetu za strany Likud a Nová liberální strana.

## Biografie
Narodil se 26. srpna 1939 v Tel Avivu. Navštěvoval vojenskou internátní školu a absolvoval studium práv na pobočce Hebrejské univerzity v Tel Avivu.

## Politická dráha
V letech 1978–1998 zasedal ve vedení společnosti Israel Electric Corporation. Byl členem předsednictva Sionistického výkonného výboru.
V izraelském parlamentu zasedl poprvé po volbách v roce 1981, do nichž šel za stranu Likud. Byl členem výboru pro vzdělávání a kulturu, výboru pro ekonomické záležitosti, výboru pro zahraniční záležitosti a obranu a výboru House Committee. Mandát obhájil ve volbách v roce 1984, opět za Likud. Stal se členem výboru pro zahraniční záležitosti a obranu, výboru pro televizi a rozhlas a výboru pro imigraci a absorpci. Předseda podvýboru pro sport. Mandát obhájil i ve volbách v roce 1988, na kandidátní listině Likudu. Zasedal jako člen ve výboru pro vzdělávání a kulturu, výboru pro zahraniční záležitosti a obranu, výboru pro drogové závislosti a výboru House Committee. Byl předsedou výboru pro televizi a rozhlas. V průběhu volebního období přešel do Nové liberální strany, za kterou neúspěšně kandidoval ve volbách v roce 1992.
Zastával i vládní funkce. Konkrétně to byl v roce 1990 náměstek ministra dopravy a v letech 1990–1992 náměstek ministra školství a kultury. Zemřel 14. srpna 2007 ve věku 67 let.